# Companyia Telefònica del Vallès
La Companyia Telefònica del Vallès fou una companyia de telecomunicacions privada establerta al Vallès Occidental el 1913.

## Història
El 16 de desembre de 1877 es va fer la primera prova d'una instal·lació telefònica a la península entre dues sales de l'Escola Industrial de Barcelona. Deu dies més tard, el 26 de desembre de 1877 es fa la primera conferència de llarga distància entre Barcelona i Girona. Set anys més tard el 1884 el Reial Decret establia a Espanya el monopoli del servei telefònic a favor de l'Estat. I només al cap de dos anys (i donat que l'Estat no hi estava interessat) el 1886 es va autoritzar l'explotació als particulars. El 20 d'abril de 1895 s'inaugura la línia telefònica interurbana entre Barcelona (Saragossa) i Madrid.
El 29 de maig 1896 la Dirección General de Correos emet una ordre per mitjà de la qual prohibeix usar el català en les comunicacions interurbanes. Prohibició que finalitzà el 20 de juny 1896 quan un Reial Decret autoritza l'ús del català en les comunicacions interurbanes i la redacció de telegrames, abolint així la prohibició anterior. En total, va estar vigent menys d'un mes.
El 1913 s'inaugura el servei privat de la Companyia Telefònica del Vallès.
El 1914 n'Enric Prat de la Riba presideix la Mancomunitat de Catalunya.
I el 19 d'abril de 1924 es constitueix a Madrid la Compañía Telefónica Nacional de España (CTNE, participada per l'americana ITT). Després de la guerra civil es nacionalitzen les petites operadores privades, formant un monopoli públic que continuarà durant tot el període de la dictadura. I que propiciarà episodis d'ineficiència absoluta com cues de fins a sis mesos per a la provisió d'una línia de telefonia bàsica a mitjans dels anys 1980. L'1 de gener de 1988 entra en vigor la nova Llei d'Ordenació de les Telecomunicacions (LOT), que "suposa" l'entrada d'altres operadors… i entre altres coses, permet la llibertat de terminals. A la pràctica la liberalització no arriba de forma efectiva fins a l'1 de desembre de 1998 quan es posa en marxa el segon operador amb llicència per a telefonia bàsica.